# Abiodun Baruwa
Abiodun Baruwa (ur. 16 listopada 1974 w Abudży) – nigeryjski piłkarz grający na pozycji bramkarza.
Grał w Nigerii, Szwajcarii, Austrii i Walii. Z reprezentacją Nigerii był na Mistrzostwach Świata 1998, gdzie jednak przegrał rywalizację o miejsce w bramce z Peterem Rufai.

## Kariera piłkarska
- 1991-92: Kano Pillars FC (Nigeria)
- 1993-94: Iwuanyanwu Nationale (Nigeria)
- 1995-97: Shooting Stars FC (Nigeria)
- 1997-98: FC Sion (Szwajcaria)
- 1998-2001: Sturm Graz (Austria)
- 2002-03: Barry Town (Walia)